# Kamleika

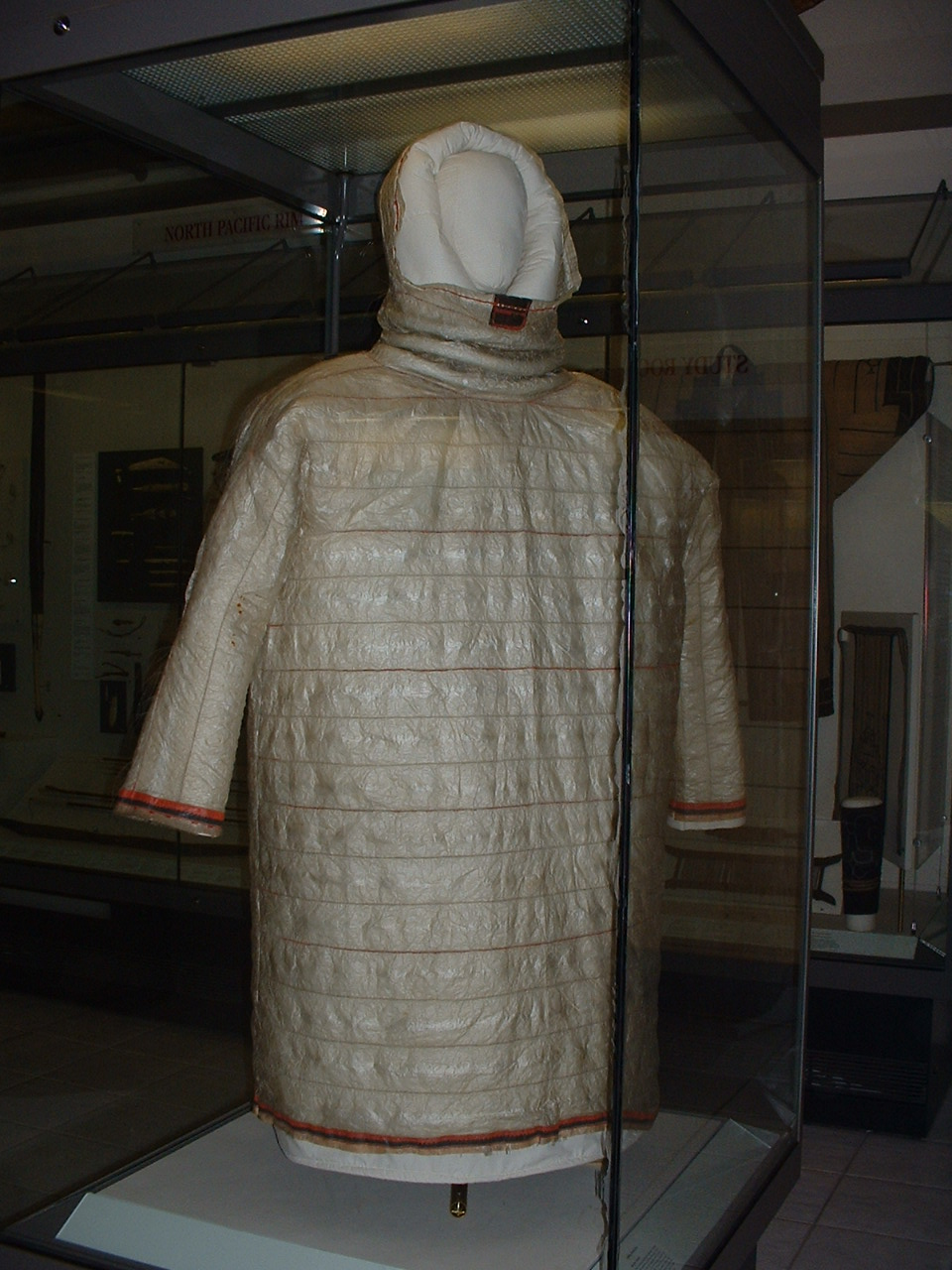
Una Kamleika mostrada en el Royal Albert Memorial Museum & Art Gallery

Una kamleika es una prenda de abrigo usada por los aleutas hecha de intestino de mamífero marino (generalmente, nutria de mar), que era ligero e impermeable. A veces, también usaban este tipo de prendas para protegerse de determinadas amenazas como la lluvia o el fuerte viento. Las kamleikas estaban cosidas con hierba y cada una costaba confeccionarse alrededor de un mes.
Otro tipo de kamleikas se fabricaban como prendas ceremoniales y eran mucho más decorativas que las de tipo de caza. Estas no tenían capuchas y estaban cubiertas de cuentas por toda la prenda. Después de que los aleutas establecieron contacto con los pueblos  rusos y europeos, este tipo de abrigos fueron entregados como regalos.
Los rusos fueron quienes llamaron a las tradicionales prendas de tripa de los aleutas kamleikas. Esta palabra ha sido tomada prestada del ruso por los Yup'ik como kamliikaq, y ha sido utilizada de forma genérica para designar cualquier tipo de prenda fabricada a base de tripa.